# Hlad

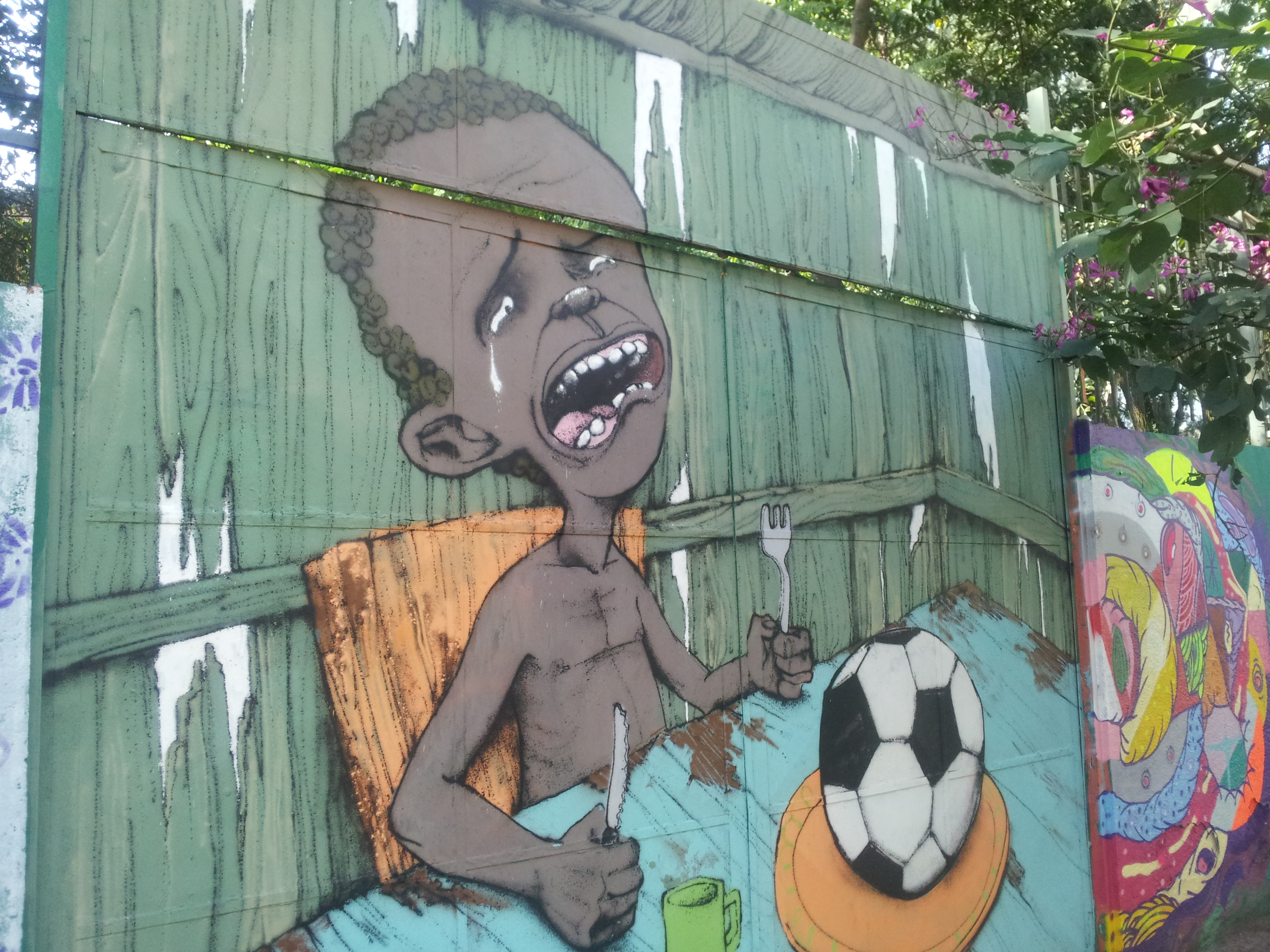
Hladové dítě na graffiti v São Paulo (Brazílie)

Hlad (lat. fame) je pocit (nepodmíněná fyzická reakce organismu), vyvolaný nedostatkem potravy. Hlad je důležitým signálem, sdělující tělu potřebu příjmu potravy a energie z ní. Chuť k jídlu je pouze psychický stav.

## Vznik pocitu hladu
Hlad vzniká, když hladina glukózy v krvi poklesne pod určitou hranici. Potřeba přijímat potravu je ovšem ovlivněna také signály z trávicí soustavy a působením některých hormonů, svou roli hraje také psychické rozpoložení, stav pozornosti aj., takže pocit hladu se dostavuje u různých jedinců s různou rychlostí a intenzitou a je také různě snášen – někteří lidé snášejí pocit hladu dobře, u někoho se dostavují změny nálady jako podrážděnost nebo rozmrzelost. Při delším hladovění dochází k odbourávání zábran a zásad (kanibalismus z nouze), mohou je provázet halucinace či paranoia.

## Fyziologie
Řídícím orgánem ovládajícím hlad je část mozku zvaná hypothalamus, který sleduje obsah glukózy v krvi. Je-li jeho správné fungování narušeno, mluvíme o poruchách příjmu potravy. Ty mají psychosomatický charakter – může se jednat o ignorování potřeby jíst, přejídání se nebo periodický nadměrný a nedostatečný příjem potravy, vyvolaný špatnou nebo zpožděnou indikací sytosti.

## Hladovění
Pocit hladu se u člověka dostavuje již po několika hodinách od posledního nasycení. Zdravý člověk může přežít přibližně 50 dní bez jídla při dostatku tekutin (při tzv. irské hladovce v roce 1981 v severním Irsku byl zaznamenán případ člověka hladovějícího 74 dnů a v Indii dokonce 116 dnů). Tělo je schopno zpracovávat látky z posledního příjmu potravy zhruba tři dny, poté při upotřebení energie přechází z glukózy na proces zvaný ketóza, ve kterém játra začínají odbourávat, zpracovávat a spotřebovávat tělesný tuk. Po třech týdnech se tělo přepíná do „režimu hladovění“ – v této fázi bere energii ze svalů a vnitřních orgánů; dochází i k úbytku kostní dřeně, který začíná ohrožovat život.

## Svět
Řešení hladu ve světě je dlouhodobý úkol. Zvyšování produkce potravin v rozvojových zemích je nedostatečné. Roku 1976 UNESCO ocenilo dokonce návrh levné výroby bílkovin z ropy, který uvedl Alfred Champagnat. Zemědělská lobby však prosadila svou výrobu. Později biopaliva zvedla cenu potravin, což způsobuje společenské krize. Hlad v Africe způsobují převážně válečné konflikty a nikoli změna klimatu.
Na světě zemře každý den přibližně 25 000 lidí hlady a to převážně v chudých rozvojových zemích. Podíl lidí trpících hladem (vyjádřený například pomocí GHI – Global Hunger Index) však dlouhodobě klesá.